# Stelios Haji-Ioannou
Stelios Haji-Ioannou, in greco Στέλιος Χατζηιωάννου?, Stelios Hatzioánnou (Atene, 14 febbraio 1967), è un imprenditore greco-cipriota e naturalizzato inglese. Nato in una ricca famiglia di armatori, è noto soprattutto per aver fondato la compagnia aerea low-cost easyJet e la linea di navigazione Stelmar con i fondi iniziali forniti da suo padre, Loucas. La fondazione di easyJet nel 1995 ha segnato l'inizio di una serie di iniziative commercializzate con il marchio "easy", gestite da easyGroup e presiedute da Haji-Ioannou..
In seguito, concedendo in licenza il nome easy, ha diversificato il gruppo aggiungendo una catena di Internet café, una società di carte di credito, una società di autonoleggio e una catena alberghiera. Nel 2000, easyJet è stata quotata alla Borsa di Londra e Stelmar alla Borsa di New York l'anno successivo. La ricchezza personale di Stelios Haji-Ioannou nel settembre 2024 è stimata, secondo Forbes, in 1,2 miliardi di dollari.

## Biografia
Stelios Hatzioánnou è nato ad Atene il 14 febbraio 1967, da Loucas e Nedi, di origini cipriote: la famiglia di suo padre è originaria del villaggio di Pedoulas sulle montagne Troodos di Cipro, mentre sua madre è del villaggio di Laneia ai piedi delle montagne. Ha un fratello maggiore, Polys, e una sorella minore, Clelia, entrambi hanno una partecipazione in  EasyJet.
Dopo le scuole superiori ad Atene, ha studiato economia alla London School of Economics, laureandosi nel 1987. Ha conseguito un Master in Shipping, Trade & Finance presso la Bayes Business School. In seguito è stato insignito di quattro lauree honoris causa dalla Bayes Business School, dalla Liverpool John Moores University, dalla Newcastle Business School, e dalla Cranfield University. Ha poi lavorato nell'impresa di famiglia (Troodos shipping), maturando però ben presto l'idea di fondare una propria azienda. A 25 anni, grazie ai 22 milioni di euro di "buona uscita" avuti da suo padre, Haji-Ioannou ha fondato nel 1992 la Stelmar Shipping, .operante nel settore marittimo: un successo imprenditoriale rapido. Sempre nel '92 ha fondato anche la CYMEPA.org (Cyprus Marine Environment Protection Association), un'associazione no-profit composta da uomini d'affari e armatori. Nel 2001 Haji-Ioannou ha quotato la Stelmar Shipping alla Borsa di New York e l'ha venduta nel 2005 al gruppo Overseas Shipholding Group (OSG) per circa 1,3 miliardi di dollari.
Dopo la nascita nel 1995 di EasyJet Airlines, ha fondato nel 1998 Easygroup, società che ha esteso il marchio "easy" a tutto quello che è vendibile. Stelios ha creato per prima la EasyEverything, un negozio on line nel giugno 1999, poi EasyRentCar, EasyBank, EasyBus e così via.

### Le aziende "easy"
Haji-Ioannou ha fondato easyJet nel 1995, all'età di 28 anni, gestendo un servizio tra Luton e la Scozia. Nel 2000, easyJet PLC è stata parzialmente quotata alla Borsa di Londra. Lui e la sua famiglia rimangono i maggiori azionisti singoli (34%) della compagnia aerea, capitalizzata a 4,17 miliardi di sterline al 9 maggio 2019.
Haji-Ioannou conduce affari attraverso il suo veicolo di investimento privato, easyGroup, che possiede il marchio "easy" e lo concede in licenza alle varie imprese a marchio "easy", inclusa la compagnia aerea. Haji-Ioannou continua ad ampliare i suoi interessi commerciali, principalmente nel campo dei viaggi e del tempo libero, incoraggiando gli imprenditori ad adottare il marchio "easy" per le loro aziende.
Altre attività legate ai viaggi e al tempo libero includono:
- easyCar - offre un sistema di car sharing peer-to-peer e il noleggio auto a basso costo in 2.000 località in tutto il mondo.[7]
- easyBus - offre un servizio di trasporto in autobus a basso costo tra gli aeroporti di Londra/Parigi/Ginevra e i rispettivi centri urbani.[8]
- easyHotel - offre alloggi a basso costo nei centri urbani di tutta Europa.[9]
- easyFoodstore - ha l'obiettivo di offrire generi alimentari scontati e "white label" a gruppi a basso reddito e dipendenti dai benefici.[10]
- easyGym - offre abbonamenti a palestre a basso costo e senza contratto in 16 sedi nel Regno Unito e cinque in Francia; cerca di espandersi ulteriormente all'interno dell'UE.
- easyProperty - offre un servizio online ai proprietari di case e ai potenziali acquirenti, nonché ai proprietari e agli inquilini.
- easyCruise era una compagnia di crociere low-cost nata nel 2004. È stata venduta nell'agosto 2009 all'operatore di traghetti greco Hellenic Seaways per 9 milioni di sterline e ha funzionato fino a quando non è stata sciolta nel 2010.
- easyCoffee possiede una serie di macchine da caffè self-service, tra cui una caffetteria nel centro di Londra.
- easyStorage - offre storage a basso costo, a volte indicato come Self Storage. I clienti pagano un margine ragionevole per lo stoccaggio e poi pagano per tutti gli extra di cui hanno bisogno. Si tratterebbe di materiali di imballaggio, assicurazione, ritiro e consegna
- easyInternetcafé - catena di internet café

### Fastjet
Nel settembre 2011 è stato riferito che Haji-Ioannou stava lavorando su Fastjet, una nuova compagnia aerea low-cost che serve rotte all'interno dell'Africa, come parte di una joint venture con Lonrho plc. La compagnia aerea ha iniziato le operazioni il 29 novembre 2012 con aeromobili Airbus A319. 

### Il disastro MT Haven
L'11 aprile 1991, la superpetroliera M/T Haven (tipologia VLCC, di proprietà della Troodos Shipping) si è incendiata a causa di un'esplosione ed è affondata al largo di Voltri, nel golfo di Genova: un disastro che provocò sei morti e versò circa 50 000 tonnellate di greggio in mare; probabilmente il peggiore disastro ecologico mai accaduto nel Mediterraneo, con le componenti più dense del greggio che hanno inquinato i fondali antistanti di Arenzano (dove la petroliera venne trainata). Questa petroliera era una nave vecchia, gemella della sfortunata Amoco Cadiz che era affondata nel 1978.
Gli Hatzioannou, in qualità di proprietari, vennero accusati di scarsa manutenzione e, in Italia, anche di omicidio e atti intimidatori nel tentativo di corrompere i testimoni. La famiglia di Stelios si difese affermando che la causa dell'incidente fu dovuta all'errore di uno dei membri sopravvissuti dell'equipaggio.
Loucas e Stelios Ioannou vennero assolti dalla giuria, anche se in maniera controversa, e conseguentemente le successive richieste civili di risarcimento vennero anch'esse respinte dal tribunale.

### Battaglia con Rynair
Nel 2009, Haji-Ioannou ha intentato un procedimento presso l'Alta Corte di Londra per gli annunci pubblicitari di Ryanair apparsi su The Guardian, Daily Telegraph e sul sito web di Ryanair a gennaio e febbraio. Le pubblicità presentavano un'immagine di Haji-Ioannou nello stile di Pinocchio e si riferivano a lui come "il Mr Late Again di easyJet". Il caso è stato infine risolto in via extragiudiziale, con Haji-Ioannou che ha ricevuto le scuse ufficiali della compagnia aerea e la somma di 50.100 sterline. Haji-Ioannou ha annunciato che avrebbe donato la somma alla sua fondazione filantropica. 

## Vita privata
Haji-Ioannou vive nel Principato di Monaco da quando la sua famiglia si è trasferita lì quando era un adolescente.
Nel 2006, in occasione del compleanno, Haji-Ioannou ha ricevuto il titolo di cavaliere dalla regina Elisabetta II per "servizi all'imprenditoria".
Haji-Ioannou era un membro del New Enterprise Council, un gruppo istituito per consigliare il Partito Conservatore sulla politica delle imprese. All'epoca dichiarò che questa nomina non rifletteva le sue affiliazioni politiche, aggiungendo: "Ho accettato di essere incluso nel gruppo di imprenditori perché mi è stato assicurato che sarà apartitico. Non c'è più molta differenza tra sinistra e destra".
In una lettera dell'aprile 2010 al Daily Telegraph, Haji-Ioannou si è unito ad altri 23 leader aziendali britannici, tra cui Stuart Rose di Marks & Spencer e Simon Wolfson di Next, criticando i piani del governo Brown di aumentare le aliquote contributive della National Insurance.
Secondo quanto riferito, il personaggio di Omar Baba nella serie comica della BBC Come Fly With Me è basato su Haji-Ioannou.
Nel 2018, ha presentato una denuncia di violazione contro Netflix per la loro serie Easy in un tribunale del Regno Unito, affermando che l'uso del nome viola i marchi europei di Easy Group.

## Beneficenza
La sua fondazione di beneficenza, la Stelios Philanthropic Foundation, sostiene l'istruzione, così come le iniziative imprenditoriali e ambientali  attraverso la fornitura di finanziamenti e consulenza nel Regno Unito, in Grecia e a Cipro. Sponsorizza inoltre premi annuali in denaro per imprenditori nel Regno Unito, in Grecia e a Cipro.